# Vilém Černý
Vilém Černý (17. března 1864 Praha-Nové Město – 8. ledna 1913 Praha-Libeň) byl rakouský a český politik Českoslovanské sociálně demokratické strany dělnické, na počátku 20. století poslanec Říšské rady.

## Biografie
Profesí byl vrchním montérem v Praze. Pracoval jako montér v karlínské továrně firmy Akciová společnost, dříve Breitfeld, Daněk a spol. a patřil mezi autority ve svém oboru. Byl členem představenstva a místopředsedou Úrazové pojišťovny dělnické pro království České.
Na počátku 20. století se zapojil i do celostátní politiky. Ve volbách do Říšské rady roku 1907, konaných poprvé podle všeobecného a rovného volebního práva, se stal poslancem Říšské rady (celostátní zákonodárný sbor) za obvod Čechy 12. Usedl do parlamentní frakce Klub českých sociálních demokratů. Mandát obhájil i ve volbách do Říšské rady roku 1911, nyní za obvod Čechy 35 (Slánsko). Po jeho smrti roku 1913 ho v Říšské radě nahradil František Soukup. I v průběhu poslanecké dráhy si Černý udržoval kontakt se svou profesí a byl opakovaně odvoláván z jednání parlamentu kvůli technickým konzultacím.
Zemřel ve věku 48 let, náhle v lednu 1913 v kavárně na Palmovce v pražské Libni, byv raněn mrtvicí.
Byl vzdáleným příbuzným je polistopadový pražský politik ČSSD Jaromír Šída.